# 高眼麗體魚
高眼麗體魚，為輻鰭魚綱鱸形目隆頭魚亞目慈鯛科的其中一種，分布於中美洲墨西哥至尼加拉瓜大西洋岸的淡水、半鹹水流域，體長可達39.4公分，棲息在沼澤、紅樹林，能忍受鹽度的變化，屬肉食性，以魚類及無脊椎動物等為食，可做為食用魚、觀賞魚及養殖魚。

## 擴展閱讀
維基物種上的相關：高眼麗體魚